# Sender Monte Maddalena
Der Sender Monte Maddalena  ist ein Rundfunksender der  Rai.

## Geographie
Der Sender befindet sich auf dem Hausberg von Brescia, dem am nordöstlichen Stadtrand gelegenen Monte Maddalena (870 m s.l.m.), etwas unterhalb des Gipfels.

## Empfang
Der Sender auf dem Monte Maddalena versorgt die Stadt Brescia und große Teile des Gardasees.

## Frequenzen

### UKW
| Frequenz (MHz) | Programm                          | ERP (kW) | Sendediagramm rund (ND)/ gerichtet (D) | Polarisation horizontal (H)/ vertikal (V) |
| -------------- | --------------------------------- | -------- | -------------------------------------- | ----------------------------------------- |
| 87,9           | Radio SorRrisO                    | 2        | D                                      | V                                         |
| 88,3           | Radio Millenote                   | 160      | D                                      | V                                         |
| 88,7           | Radio Mater                       | 50       | D                                      | V                                         |
| 89,2           | Radio Brescia 7                   | 20       | D                                      | V                                         |
| 89,5           | Radio 101                         | 40       | D                                      | V                                         |
| 89,7           | Rai Radio 3                       | 60       | D                                      | V                                         |
| 90,4           | Radio M2O                         | 1        | D                                      | V                                         |
| 91,0           | Radio Freccia                     | 80       | D                                      | V                                         |
| 91,3           | Radio Freccia                     | 130      | D                                      | V                                         |
| 91,7           | Radio Birikina                    | 160      | D                                      | V                                         |
| 92,0           | Radio Viva FM                     | 80       | D                                      | V                                         |
| 92,4           | Rai GR Parlamento                 | 20       | D                                      | V                                         |
| 93,0           | Radio Studio+                     | 40       | D                                      | V                                         |
| 93,3           | Radio Bruno                       | 40       | D                                      | V                                         |
| 93,6           | RTL 102.5                         | 16       | D                                      | V                                         |
| 94,5           | Radio 105                         | 60       | D                                      | V                                         |
| 95,1           | Radio Brescia 7                   | 25       | D                                      | V                                         |
| 95,7           | Radio Capital                     | 160      | D                                      | V                                         |
| 96,0           | Radio Disco                       | 0,08     | D                                      | V                                         |
| 96,7           | Radio Sportiva                    | 16       | D                                      | V                                         |
| 97,0           | Radio Dimensione Suono            | 50       | D                                      | V                                         |
| 97,2           | Radio Dimensione Suono            | 30       | D                                      | V                                         |
| 97,6           | Radio Kisskiss                    | 8        | D                                      | V                                         |
| 98,0           | Radio 60'70'80                    | 20       | D                                      | V                                         |
| 98,3           | Radio Italia Solo Musica Italiana | 50       | D                                      | V                                         |
| 98,7           | Radio Monte Carlo                 | 16       | D                                      | V                                         |
| 99,2           | Radio Deejay                      | 4        | D                                      | V                                         |
| 100,5          | Rai Radio 1 (Lombardei)           | 250      | D                                      | V                                         |
| 101,0          | Radio 105                         | 50       | D                                      | V                                         |
| 101,4          | Radio Maria                       | 130      | D                                      | V                                         |
| 101,7          | Radio Bella e Monella             | 320      | D                                      | V                                         |
| 102,1          | RTL 102.5                         | 40       | D                                      | V                                         |
| 103,0          | Radio Monte Carlo                 | 20       | D                                      | V                                         |
| 103,3          | Rai Isoradio                      | 50       | D                                      | V                                         |
| 103,9          | Radio Number 1                    | 16       | D                                      | V                                         |
| 105,3          | Radio Radicale                    | 60       | D                                      | V                                         |
| 105,8          | Radio Circuito 29                 | 50       | D                                      | V                                         |
| 106,0          | Radio 105                         | 130      | D                                      | V                                         |
| 106,2          | Radio Italia Anni 60              | 25       | D                                      | V                                         |
| 107,9          | Radio Maria                       | 25       | D                                      | V                                         |

### DVB-T
| Frequenz (MHz) | Multiplex          | ERP (kW) | Sendediagramm rund (ND)/ gerichtet (D) | Polarisation horizontal (H)/ vertikal (V) |
| -------------- | ------------------ | -------- | -------------------------------------- | ----------------------------------------- |
| 21             | Quenza 1           | 2,5      | D                                      | H                                         |
| 23             | Rai Mux 1          | 4        | D                                      | V                                         |
| 25             | Cairo Duee         | 0,4      | D                                      | V                                         |
| 26             | Rai Mux 3          | 4        | D                                      | V                                         |
| 27             | Canale Italia 2    | 1,3      | D                                      | V                                         |
| 29             | Super TV           | 6,3      | D                                      | V                                         |
| 30             | Rai Mux 2          | 4        | D                                      | V                                         |
| 32             | Brescia Punto TV   | 0,79     | D                                      | V                                         |
| 33             | Rete A2            | 1        | D                                      | V                                         |
| 36             | Mediaset 2         | 1        | D                                      | V                                         |
| 38             | Mediaset 3         | 4        | D                                      | V                                         |
| 40             | Rai Mux 4          | 5        | D                                      | V                                         |
| 41             | Telestar Lombardia | 13       | D                                      | V                                         |
| 44             | Rete A1            | 2,5      | D                                      | V                                         |
| 45             | Telecity Lombardia | 16       | D                                      | V                                         |
| 46             | Telelombardia      | 25       | D                                      | V                                         |
| 47             | TIMB 1             | 3,2      | D                                      | V                                         |
| 48             | TIMB 3             | 3,2      | D                                      | V                                         |
| 49             | Mediaset 4         | 0,63     | D                                      | V                                         |
| 51             | Telecolor          | 1        | D                                      | V                                         |
| 52             | Mediaset 1         | 1        | D                                      | V                                         |
| 55             | TIMB 2             | 3,2      | D                                      | V                                         |
| 56             | Mediaset 5         | 1        | D                                      | V                                         |